# Ivan Vagner
Ivan Viktorovitch Vagner (10 de julho de 1985), é um cosmonauta russo.

## Biografia
Ivan Vagner recebeu sua educação superior na Universidade Técnica do Estado Báltico em São Petersburgo, na qual se formou em 2008. Em 2009 juntou-se a um dos principais fabricantes russos da indústria espacial RKK Energia como engenheiro. Ele foi selecionado para ser cosmonauta em 2010 dentro do grupo RKKE-18. A sua formação básica foi concluída em 2012.

## Missão espacial
Ivan Vagner era parte da tripulação suplente da  Soyuz MS-16, mas após os cosmonautas Nikolai Tikhonov e Andrei Babkin serem vetados por razões médicas, Vagner e o veterano Anatoli Ivanishin foram escalados para embarcarem na Soyuz, juntamente com o astronauta da NASA Christopher Cassidy.